# Nitranský region

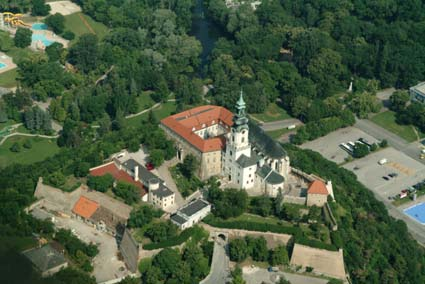
Nitranský hrad

Nitranský region (též Nitranský region cestovního ruchu) nebo v některých textech Dolní Nitra je slovenský region a region cestovního ruchu.
Jako region cestovního ruchu oficiálně zahrnuje:
- okres Nitra
- severní část okresu Nové Zámky
- okres Zlaté Moravce
- západní část okresu Levice